# Protestele din Spania din 2023
Protestele din Spania din 2023 au fost o serie de proteste care au început în octombrie 2023, ca rezultat al anunțului de începere a negocierilor de către Partidul Socialist Muncitoresc Spaniol (PSOE) al actualului premier Pedro Sánchez cu partidul fostului președinte al guvernului din Catalonia Carles Puigdemont, partidul Împreună pentru Catalonia (Junts). Aceste negocieri au avut ca scop formarea unei coaliții de guvernare după alegerile generale din 2023.
Partidul Popular (PP) al lui Alberto Núñez Feijóo a eșuat să formeze un guvern deoarece nu a putut obține suficient sprijin pentru o majoritate parlamentară. După insuccesul lui Feijóo în parlament, Regele Filip al VI-lea i-a înmânat lui Sánchez sarcina de-a forma un guvern. Repartizarea locurilor, după alegeri, a dus la obligarea lui Sánchez să se bazeze pe Junts (cu șapte locuri în Congres la acea vreme) să voteze în favoarea lui pentru a putea forma un guvern. Junts nu l-a susținut în formarea guvernelor anterioare, votând împotriva lui la voturile sale de învestitură din iulie 2019 și ianuarie 2020.
Poziția de start a celor de la Junts și a Stângii Republicane din Catalonia (ERC) în negocieri a dus la amnistierea tuturor participanților la referendumul pentru independența Cataloniei din 2017, și posibilitatea de organizarea a unui nou referendum. Societatea Civilă Catalană (SCC), un grup care se opune independenței Catalane, a convocat o manifestație pentru 8 octombrie, ca răspuns la o potențială amnistie. Pe 28 octombrie, Sánchez a discutat propunerea de amnistie în cadrul unui comitet federal al PSOE, ca parte a negocierilor de formare a guvernului.